# لانتارنام
لانتارنام (به انگلیسی: Llantarnam) یک منطقهٔ مسکونی در بریتانیا است که در تورواین واقع شده‌است. لانتارنام ۶٫۵۶ کیلومتر مربع مساحت و ۴٬۱۲۵ نفر جمعیت دارد.